# Shaghik
Shaghik (en arménien Շաղիկ) est une communauté rurale du marz de Shirak en Arménie. En 2008, elle compte 119 habitants.